# ۱۲۳۹ (میلادی)
۱۲۳۹ (میلادی) هزار و دویست و سی و نهمین سال تقویم میلادی است.

## درگذشتگان
- ۲۸ مارس – امپراتور گو-توبا، شاعر ژاپنی (ز. ۱۱۸۰)